# Момбельтран
Момбельтран (ісп. Mombeltrán) — муніципалітет в Іспанії, у складі автономної спільноти Кастилія-і-Леон, у провінції Авіла. Населення — 1161 особа (2010).
Муніципалітет розташований на відстані близько 110 км на захід від Мадрида, 50 км на південний захід від Авіли.
На території муніципалітету розташовані такі населені пункти: (дані про населення за 2010 рік)
- Ла-Ігера: 98 осіб
- Момбельтран: 1063 особи

## Демографія
Динаміка населення (INE ):